# جاده ۳۱ (ایران)
جاده ۳۱، جاده‌ای در شمال غرب ایران در استان اردبیل است. این جاده پارس‌آباد (مغان) در شمال استان را به خلخال و هشجین در جنوب استان متصل می‌کند.